# Lester Grinspoon
Lester Grinspoon (* 24. Juni 1928 in Newton, Massachusetts; † 25. Juni 2020 ebenda) war ein amerikanischer Psychiater, Hochschullehrer und Cannabisforscher.

## Leben
Grinspoon wurde als Sohn von Sally und Simon Grinspoon geboren. Seine Familie war russisch-jüdischer Abstammung. Er absolvierte die Tufts University und die Harvard Medical School. Grinspoon war außerordentlicher Professor für Psychiatrie an der Harvard Medical School. Gleichzeitig war er 40 Jahre lang leitender Psychiater am Massachusetts Mental Health Center in Boston. Er war Fellow der American Association for the Advancement of Science und der American Psychiatric Association. Er war Gründungsredakteur der Zeitschrift The American Psychiatric Association Annual Review (1982) und des Harvard Mental Health Letter.
Grinspoon begann sich in den 1960er Jahren für Cannabis zu interessieren, als sein Gebrauch in den Vereinigten Staaten dramatisch anstieg. Als Grinspoon 1967 begann, Marihuana zu studieren, war es seine Absicht, „die Art und das Ausmaß dieser Gefahren wissenschaftlich zu definieren“. Als er die Literatur zu diesem Thema überprüfte, kam Grinspoon zu dem Schluss, dass er und die allgemeine Öffentlichkeit falsch informiert und irregeführt worden waren. Es habe wenig empirische Beweise gegeben, die seine Überzeugungen über die Gefahren von Marihuana gestützt hätten. Er war überzeugt, dass Cannabis weniger schädlich sei, als er angenommen habe.
1990 wurde Grinspoon von der Drug Policy Foundation mit dem Alfred R. Lindesmith Award for Achievement in the Field of Scholarship ausgezeichnet. Grinspoon unterstützte im Mai 2010 die Washington Initiative 1068.

## Privates
Grinspoon war verheiratet und Vater von vier Kindern, darunter der Astrobiologe David Grinspoon und der Arzt und Autor Peter Grinspoon. Sein ältester Sohn starb an Krebs, als er 15 Jahre alt war.